# Deus Ex Machina (tijdschrift)
Deus Ex Machina is een Belgisch literair tijdschrift. Het wordt viermaal per jaar gepubliceerd.
Deus Ex Machina werd in 1976 opgericht door Marc Bruylants, Marc Bruynseraede, J.M. Legrand en Wim Nimmegeers. Het tijdschrift richt zich op actuele literatuur uit binnen- en buitenland, waarbij de aandacht in het bijzonder uitgaat naar jonge dan wel debuterende schrijvers en vertalers. Daarnaast geeft het ook aandacht aan andere kunsttakken, zoals fotografie en beeldende kunst.
De redactieraad omvat momenteel Sylvie Marie, Wim Michiel, Michiel Kroese, Michiel Leen, Jeroen Kuypers, Yanni Ratajczyk, Ernest De Clerck, Xandry van den Besselaer, en Virginie Platteau. 